# Gambrinus liga 2010/2011
Sezóna 2010/11 byla 18. ročníkem nejvyšší fotbalové soutěže samostatné České republiky – Gambrinus ligy. Tato sezóna začala 17. července 2010. Hrálo se systémem každý s každým, a to jeden zápas doma a druhý na hřišti soupeře. Utkání se hrály vždy jednou týdně s výjimkou zimní přestávky, kdy se nehrálo vůbec a výjimkou byla též reprezentační přestávka. Mistrovský titul ze sezóny 2009/10 obhajovala AC Sparta Praha, mistrem se stala FC Viktoria Plzeň. 1. utkání sehrály týmy Bohemians Praha 1905 a SK Slavia Praha (zápas skončil nerozhodně 1:1).

## Kluby
- Čechy – 12, Morava – 3, Slezsko – 1
- Hlavní město Praha – AC Sparta Praha, SK Slavia Praha, Bohemians Praha 1905
- Jihomoravský kraj – FC Zbrojovka Brno
- Moravskoslezský kraj – FC Baník Ostrava
- Zlínský kraj – 1. FC Slovácko
- Středočeský kraj – 1. FK Příbram, FK Mladá Boleslav
- Liberecký kraj – FK Baumit Jablonec, FC Slovan Liberec
- Ústecký kraj – FK Ústí nad Labem, FK Teplice
- Královéhradecký kraj – FC Hradec Králové
- Plzeňský kraj – FC Viktoria Plzeň
- Jihočeský kraj – SK Dynamo České Budějovice
- Olomoucký kraj – SK Sigma Olomouc

## Konečná tabulka
| Poř. | Tým                        | Z  | V  | R  | P  | VG | OG | B  |
| ---- | -------------------------- | -- | -- | -- | -- | -- | -- | -- |
| 1.   | FC Viktoria Plzeň          | 30 | 21 | 6  | 3  | 70 | 28 | 69 |
| 2.   | AC Sparta Praha (C)        | 30 | 22 | 2  | 6  | 54 | 21 | 68 |
| 3.   | FK Baumit Jablonec         | 30 | 17 | 7  | 6  | 65 | 34 | 58 |
| 4.   | SK Sigma Olomouc           | 30 | 14 | 5  | 11 | 47 | 29 | 47 |
| 5.   | FK Mladá Boleslav (P)      | 30 | 13 | 7  | 10 | 49 | 40 | 46 |
| 6.   | Bohemians Praha 1905       | 30 | 12 | 7  | 11 | 33 | 33 | 43 |
| 7.   | FC Slovan Liberec          | 30 | 12 | 7  | 11 | 45 | 36 | 43 |
| 8.   | FC Hradec Králové (N)      | 30 | 11 | 8  | 11 | 26 | 36 | 41 |
| 9.   | SK Slavia Praha            | 30 | 9  | 13 | 8  | 41 | 36 | 40 |
| 10.  | FK Teplice                 | 30 | 10 | 9  | 11 | 39 | 46 | 39 |
| 11.  | SK Dynamo České Budějovice | 30 | 7  | 12 | 11 | 30 | 48 | 33 |
| 12.  | 1. FC Slovácko             | 30 | 8  | 7  | 15 | 27 | 43 | 31 |
| 13.  | 1. FK Příbram              | 30 | 8  | 7  | 15 | 22 | 36 | 31 |
| 14.  | FC Baník Ostrava           | 30 | 7  | 9  | 14 | 31 | 46 | 30 |
| 15.  | FC Zbrojovka Brno          | 30 | 7  | 3  | 20 | 33 | 55 | 24 |
| 16.  | FK Ústí nad Labem (N)      | 30 | 4  | 7  | 19 | 22 | 67 | 19 |

Poznámky:
- Z = Odehrané zápasy; V = Vítězství; R = Remízy; P = Prohry; VG = Vstřelené góly; OG = Obdržené góly; B = Body
- N = nováček (minulou sezónu hrál nižší soutěž a postoupil); C = obhájce titulu; P = vítěz českého poháru

|  | Postup do 2. předkola Ligy mistrů 2011/12   |
|  | Postup do 3. předkola Evropské ligy 2011/12 |
|  | Postup do 2. předkola Evropské ligy 2011/12 |
|  | Sestup do 2. ligy 2011/12                   |

## Stadiony
| Klub                       | Stadion                                     | Kapacita |
| -------------------------- | ------------------------------------------- | -------- |
| SK Slavia Praha            | Synot Tip Aréna                             | 21 000   |
| Bohemians Praha 1905       | Synot Tip Aréna                             | 21 000   |
| AC Sparta Praha            | Generali Arena                              | 20 854   |
| FK Teplice                 | Na Stínadlech                               | 18 221   |
| FK Ústí nad Labem          | Na Stínadlech                               | 18 221   |
| FC Baník Ostrava           | Bazaly                                      | 17 372   |
| FC Zbrojovka Brno          | Městský fotbalový stadion Srbská            | 12 550   |
| SK Sigma Olomouc           | Andrův stadion                              | 12 014   |
| FC Slovan Liberec          | Stadion U Nisy                              | 9 900    |
| 1. FK Příbram              | Na Litavce                                  | 9 100    |
| 1. FC Slovácko             | Městský fotbalový stadion Miroslava Valenty | 8 121    |
| FC Viktoria Plzeň          | Stadion města Plzně                         | 7 842    |
| SK Dynamo České Budějovice | Fotbalový stadion Střelecký ostrov          | 6 746    |
| FK Baumit Jablonec         | Chance Arena                                | 6 280    |
| FC Hradec Králové          | Všesportovní stadion                        | 6 000    |
| FK Mladá Boleslav          | Městský stadion                             | 5 000    |

## Televizní práva
Práva na vysílání 1. Gambrinus ligy zůstala v držení České televize, která bude vysílat 2 utkání z každého kola a bude mít právo přednostního výběru. Přenosy budou v sobotu v 18:15 na ČT4 Sport a v pondělí v 18:00 na ČT2. Práva také zakoupila TV Nova, která bude vysílat přenosy v červenci a srpnu v pátek od 17:30 na stanici Nova a od září na stanici Nova Sport od 20:00. Práva zakoupila rovněž společnost Chello Central Europe, která provozuje sportovní kanály Sport 1 a Sport 2. V neděli bude utkání Gambrinus ligy vysílat Sport 2 od 17:00. Pokračuje také projekt internetového vysílání z minulé sezóny a všechny zápasy tak budou vysílány na stránkách fotbalživě.cz, možnost internetového vysílání mají také všechny společnosti vlastnící práva. Přenosy na internetu bude nově nabízet i server tipovani.cz.

## Střelci
| Pořadí | Střelec          | Klub               | Góly |
| ------ | ---------------- | ------------------ | ---- |
| 1      | David Lafata     | FK Baumit Jablonec | 19   |
| 2      | Tomáš Pekhart    | Sparta             | 18   |
| 3      | Léonard Kweuke   | Sparta             | 14   |
| 4      | Daniel Kolář     | Plzeň              | 13   |
| 5      | Michal Hubník    | Olomouc            | 12   |
| 6      | Jan Rezek        | Plzeň              | 11   |
| 7      | Aidin Mahmutović | Teplice            | 10   |
| 7      | Jan Nezmar       | Liberec            | 10   |
| 7      | Wilfried Bony    | Sparta             | 10   |
| 7      | Zdeněk Ondrášek  | Č. Budějovice      | 10   |
| 13     | Marek Bakoš      | Plzeň              | 9    |
| 13     | Karel Piták      | FK Baumit Jablonec | 9    |
| 13     | Jiří Štajner     | Liberec            | 9    |

## Soupisky mužstev
- V závorce za jménem je uveden počet utkání a branek, u brankářů ještě počet čistých kont

### FC Viktoria Plzeň
Lukáš Krbeček (7/0/1),
Roman Pavlík (22/0/8),
Martin Ticháček (2/0/1) –
Marek Bakoš (25/9),
Miloš Brezinský (15/0),
David Bystroň (27/2),
Vladimír Darida (1/0),
Michal Ďuriš (23/3),
Martin Fillo (10/0),
Tomáš Hájovský (2/0),
Pavel Horváth (26/8),
Martin Hruška (3/0),
Petr Jiráček (29/5),
Daniel Kolář (29/13),
David Limberský (29/2),
Michael Krmenčík (1/0),
Jakub Navrátil (16/1),
Aleš Neuwirth (6/0),
Milan Petržela (26/7),
Bogdan Milić (1/0),
Tomáš Rada (17/2),
František Rajtoral (27/3),
Jan Rezek (30/11),
Filip Rýdel (1/0),
Martin Sladký (2/0),
David Střihavka (11/1),
František Ševinský (14/1),
Petr Trapp (11/0),
David Vaněček (2/0),
Libor Žůrek (1/0) –
trenér Pavel Vrba, asistent Karel Krejčí

### AC Sparta Praha
Jaromír Blažek (27/0/14),
Daniel Zítka (4/0/1) –
Martin Abena (6/0),
Bondoa Adiaba (8/0),
Wilfried Bony (14/10),
Erich Brabec (30/0),
Lukáš Hejda (8/0),
Niklas Hoheneder (10/0),
Luboš Hušek (1/0),
Jiří Jeslínek (4/0),
Václav Kadlec (25/4),
Andrej Kerić (13/2),
Jiří Kladrubský (23/1),
Ladislav Krejčí (2/0),
Jan Krob (2/0),
Juraj Kucka (13/3),
Ondřej Kušnír (14/0),
Léonard Kweuke (27/14),
Miloš Lačný (5/0),
Marek Matějovský (25/0),
Manuel Pamić (27/3),
David Pavelka (3/0),
Tomáš Pekhart (9/7),
Jakub Podaný (19/1),
Tomáš Řepka (22/0),
Libor Sionko (26/3),
Lukáš Třešňák (2/1),
Kamil Vacek (24/2),
Štěpán Vachoušek (4/0),
Tomáš Zápotočný (7/1),
Martin Zeman (9/1),
Igor Žofčák (5/0) –

### FK Baumit Jablonec
Michal Špit (22/0/7),
Roman Valeš (10/0/1) –
Vít Beneš (16/0),
Pavel Drsek (19/0),
Pavel Eliáš (25/2),
Anes Haurdić (17/2),
Lukáš Hejda (6/0),
Marek Hovorka (1/0),
Tomáš Huber (7/0),
Tomáš Jablonský (29/0),
Marek Jarolím (26/4),
Daniel Kocourek (2/1),
Jan Kovařík (29/3),
Matej Krajčík (10/0),
David Lafata (29/19),
Luboš Loučka (30/2),
Tomáš Michálek (4/0),
Petr Pavlík (29/0),
Tomáš Pekhart (15/11),
Karel Piták (27/9),
Martin Uvíra (1/0),
Ondřej Vaněk (8/2),
Jan Vošahlík (28/4),
Milan Vuković (2/0),
Petr Zábojník (14/1) –
trenér František Komňacký

### SK Sigma Olomouc
Martin Blaha (5/0/2),
Petr Drobisz (25/0/9) –
Lukáš Bajer (29/0),
Martin Doležal (10/2)
Pavel Dreksa (10/0),
Tomáš Hořava (28/2),
Michal Hubník (17/12),
Tomáš Janotka (29/4),
Tomáš Kalas (4/0),
Marek Kaščák (4/0),
Václav Koutný (7/0),
Radim Kučera (17/0),
Milan Machalický (5/0),
Melinho (5/1),
Ondřej Murin (3/1),
Jan Navrátil (29/3),
Michal Ordoš (20/2),
Jakub Petr (26/7),
Martin Pospíšil (2/0),
Tomáš Přikryl (17/3),
Daniel Silva Rossi (25/1),
Jan Schulmeister (5/0),
Aleš Škerle (27/0),
Pavel Šultes (30/7),
Václav Tomeček (6/0),
Václav Vašíček (8/1),
Michal Vepřek (27/0) –
trenér Zdeněk Psotka

### FK Mladá Boleslav
Miroslav Miller (25/0/9),
Jan Šeda (5/0/0) –
David Brunclík (4/0),
Kerem Bulut (8/1),
Vladimir Dimitrovski (19/1),
Elini Dimoutsos (12/0),
Daniel Dudka (4/0),
Tomáš Fabián (20/2),
Jan Chramosta (25/7),
Tomáš Janíček (3/0),
Petr Johana (15/1),
Václav Kalina (20/0),
Liridon Krasniqi (1/0),
Ondřej Kúdela (15/0),
Marek Kulič (28/8),
Jan Kysela (14/1),
Petr Mach (3/0),
Alexandre Mendy (30/6),
Lukáš Opiela (25/2),
Václav Procházka (21/3),
Adrian Rolko (28/3),
Jakub Řezníček (23/7),
Jiří Schubert (1/0),
Michal Sedláček (13/0),
Ludovic Sylvestre (4/1),
Jasmin Šćuk (3/0),
Radek Šírl (14/0),
Ivo Táborský (28/3),
Goce Toleski (6/1),
Marek Volf (2/0) -
trenér Ladislav Minář

### Bohemians Praha 1905
Václav Marek (2/0/0),
Radek Sňozík (28/0/8) –
Benoit Barros (1/0),
David Bartek (20/2),
Vladimír Bálek (6/1),
Lukáš Budínský (1/0),
Amadou Cissé (8/0),
Martin Cseh (18/0),
Igor Držík (25/1),
Lukáš Hartig (22/3),
Jan Hauer (1/0),
Aziz Ibragimov (15/1),
Josef Jindřišek (30/0),
Jiří Kaufman (14/3),
Martin Kraus (11/0),
Pavel Lukáš (25/0),
Josef Marek (3/0),
Jan Moravec (29/1),
Daniel Nešpor (11/0),
Martin Nešpor (24/4),
Marek Nikl (26/1),
Roman Potočný (2/0),
Jiří Rychlík (10/0),
Michal Sedláček (12/1),
Milan Škoda (28/8),
Jan Štohanzl (12/1),
Vitali Trubila (16/1) -
trenér Pavel Hoftych

### FC Slovan Liberec
David Bičík (30/0/12) –
Miloš Bosančić (15/3),
Michal Breznaník (21/4),
Radek Dejmek (24/2),
Bořek Dočkal (13/2),
Jiří Fleišman (27/1),
Theodor Gebre Selassie (29/0),
Marcel Gecov (25/1),
Vojtěch Hadaščok (12/1),
Miroslav Holeňák (22/0),
Tomáš Janů (3/0),
Renato Kelić (21/2),
Andrej Kerić (17/6),
Jiří Krystan (2/0)
Jiří Liška (6/0),
Ladislav Martan (8/0),
Jan Nezmar (23/10),
Petr Papoušek (25/2),
Matej Sivrić (7/1),
Jiří Štajner (29/9),
Lukáš Vácha (27/1),
Ján Vlasko (6/0),
Jakub Vojta (8/0),
Lovre Vulin (10/0),
Michal Zeman (2/0),
Petr Zieris (3/0) -
trenér Josef Petřík (do listopadu) a Petr Rada (od listopadu)

### SK Hradec Králové
Jan Hanuš (5/0/2),
Tomáš Koubek (2/0/0),
Jiří Lindr (20/0/9),
Lukáš Zich (3/0/1) -
Pavel Černý (28/2),
Pavel Dvořák (28/5),
Roman Fischer (30/4),
Tomáš Hájovský (10/0),
Radek Hochmeister (23/1),
Jan Hodas (1/0),
Jakub Chleboun (25/1),
Marek Jandík (6/2),
Jiří Janoušek (17/0),
Vlastimil Karal (10/0),
Martin Kasálek (20/1),
Filip Klapka (12/2),
Daniel Kocourek (15/0),
Vladimír Mišinský (8/0),
Pavel Němeček (2/0),
Michal Pávek (18/0),
Václav Pilař (28/3),
Jiří Poděbradský (26/1),
Vladimír Pokorný (11/1),
Tomáš Rezek (26/1),
Vojtěch Štěpán (11/0),
Petr Tomašák (5/0),
Radim Wozniak (20/0),
Jaroslav Zelený (6/1) -
trenér Václav Kotal

### SK Slavia Praha
Anssi Jaakkola (2/0/0),
Martin Vaniak (19/0/8),
Zdeněk Zlámal (9/0/1) –
Tijani Belaid (11/0),
Ondřej Čelůstka (28/2),
Jaroslav Černý (13/2),
Milan Černý (28/2),
Bassirou Dembélé (7/0),
Martin Dostál (6/0),
Peter Grajciar (2/0),
Adam Hloušek (4/0),
Jakub Hora (28/2),
David Hubáček (29/0),
Petr Janda (28/0),
Josef Kaufman (12/2),
Karol Kisel (27/7),
Jiří Koubský (12/2),
Štěpán Koreš (20/4),
Zoran Milutinović (12/1),
Jan Pázler (1/0),
Ondřej Petrák (1/0),
Zbyněk Pospěch (12/7),
Václav Prošek (1/0),
Hocine Ragued (12/0),
Petr Trapp (11/1),
Vitali Trubila (2/1),
Benjamin Vomáčka (8/0),
Stanislav Vlček (17/3),
Petr Vyhnal (8/0),
Jan Zákostelský (5/0) –
trenér Michal Petrouš

### FK Teplice
Tomáš Grigar (22/0/6),
Martin Slavík (8/0/2) –
Aldin Čajić (20/1),
Tomáš Česlák (1/0),
Libor Došek (19/2),
Jan Hošek (20/0),
Marek Jungr (9/0),
David Kalivoda (19/3),
Martin Klein (2/0),
Marek Krátký (1/0),
Patrik Lácha (9/0),
Admir Ljevaković (25/0),
Petr Lukáš (3/0),
Aidin Mahmutović (29/10),
Jakub Mareš (28/7),
Milan Matula (26/2),
Alen Melunović (6/0),
Antonín Rosa (29/2),
Matej Siva (13/0),
Michal Smejkal (22/0),
Vlastimil Stožický (9/0),
Štěpán Vachoušek (14/2),
Pavel Verbíř (21/2),
Pavel Verbíř ml. (1/0),
Vlastimil Vidlička (20/1),
Tomáš Vondrášek (27/5),
Lukáš Zoubele (14/1) –
trenér Jiří Plíšek

### SK Dynamo České Budějovice
Zdeněk Křížek (2/0/1)
Pavel Kučera (28/0/7) –
Rastislav Bakala (3/0),
Petr Benát (8/1),
Peter Černák (23/1),
Grigorij Čirkin (11/3),
Aleš Dvořák (1/0),
David Horejš (21/1),
Fernando Tobias de Carvalho Hudson (27/1),
Marián Jarabica (3/1),
Martin Jasanský (1/0),
Jindřich Kadula (1/0),
Michal Kaňák (2/0),
Radim Koutný (2/0),
Josef Laštovka (26/0),
Dmitrij Lencevič (9/0),
Roman Lengyel (22/0),
Martin Leština (1/0),
Pavel Mezlík (26/2),
František Němec (1/0),
Milan Nitrianský (13/2),
Zdeněk Ondrášek (29/10),
Rudolf Otepka (29/4),
Luboš Pecka (26/0),
Michal Petráň (2/0),
Michal Rakovan (8/0),
Jan Riegel (10/0),
Tomáš Sedláček (8/0),
Bronislav Simić (5/0),
Tomáš Stráský (21/3),
Petr Šíma (11/0),
Marián Timm (2/0),
Lovre Vulin (12/1),
Michael Žižka (22/0) –
trenér Jaroslav Šilhavý

### 1. FC Slovácko
Miroslav Filipko (26/0/7),
Tomáš Fryšták (1/0/0),
Milan Heča (3/0/1),
Ilja Matalyha (2/0/2) -
Amadou Cissé (1/0),
Vlastimil Daníček (3/0),
Lukáš Fujerik (27/1),
Filip Hlúpik (16/0),
Tomáš Jeleček (1/0),
Michal Kordula (25/1),
Tomáš Košút (23/2),
Lukáš Kubáň (25/0),
Martin Kuncl (25/1),
Radek Mezlík (29/1),
Ilja Nestorovski (17/1),
Daniel Nešpor (3/0),
Václav Ondřejka (25/3),
Jiří Perůtka (25/0),
Petr Reinberk (17/1),
Jaroslav Starý (3/0),
Jakub Svízela (1/0),
Radek Szmek (22/2),
Petr Švancara (24/7),
Aleš Urbánek (12/0),
Jiří Valenta (23/3),
Vít Valenta (21/0),
Ladislav Volešák (28/2) –

### 1. FK Příbram
Aleš Hruška (28/0/11),
Jakub Rondzik (3/0/1) -
Tomáš Borek (13/0),
Josef Divíšek (17/0),
Daniel Huňa (27/2),
Stanley Ibe (4/0),
Milan Jurdík (15/1),
Michal Klesa (26/3),
Zdeněk Koukal (13/5),
Michal Macek (8/0),
Dominik Mašek (1/0),
Jan Mojdl (1/0),
Staníslav Nohýnek (28/0),
Marius Papšys (7/1),
Pavel Pilík (13/0),
Tomáš Pilík (10/0),
Marek Plašil (29/0),
Lukáš Pleško (27/1),
Pavel Ricka (21/0),
Martin Šlapák (5/1),
Jakub Štochl (28/0),
Matěj Štochl (20/1),
Daniel Tarczal (29/0),
Claude Roland Videgla (18/1),
Tomáš Wágner (23/4) –
trenér Roman Nádvorník

### FC Baník Ostrava
Vít Baránek (8/0/1),
Antonín Buček (2/0/0)
Michal Daněk (18/0/8),
Dawid Pietrzkiewicz (3/0/0) -
René Bolf (24/2),
Michal Frydrych (10/0),
Antonín Fantiš (18/1),
Milan Ferenčík (4/1),
Tomáš Frejlach (24/4),
Ján Greguš (21/0),
Patrik Boháč (1/0),
Gligor Gligorov (2/0),
Josef Hušbauer (24/2),
Dennis Christu (2/0),
Zdeněk Koukal (9/2),
Dominik Kraut (10/1),
Martin Lukeš (23/1),
Tomáš Marek (25/0),
Aleš Neuwirth (16/0),
Fernando Neves (28/4),
Tomáš Pilík (13/0),
Radim Řezník (21/1),
Zdeněk Šenkeřík (24/4),
Zdeněk Šmejkal (18/2),
Adam Varadi (25/4),
Dalibor Vašenda (1/0),
Tomáš Vrťo (4/0),
Róbert Zeher (23/1),
Łukasz Zejdler (7/0) -
trenér Verner Lička (do listopadu) a Karol Marko (od listopadu)

### FC Zbrojovka Brno
Tomáš Bureš (13/0/1),
Lukáš Krbeček (6/0/1),
Martin Lejsal (11/0/2) –
Tomáš Borek (11/0),
Vladica Brdarovski (3/0),
Radek Buchta (1/0),
Jakub Červinek (3/0),
Petr Čoupek (3/0),
Richard Dostálek (26/5),
Tomáš Došek (20/5),
František Dřížďal (8/0),
Josef Dvorník (2/0),
Zdeněk Folprecht (6/0),
Josef Hamouz (17/0),
Andrej Hodek (15/1),
Martin Hudec (9/0),
Martin Husár (26/0),
Filip Chlup (4/0),
Martin Jílek (5/0),
Jan Kalabiška (28/3),
Luboš Košulič (1/0),
Zdravko Kovačević (1/0),
Lukáš Křeček (5/0),
Lukáš Matyska (4/0),
Marco Migliorini (5/0),
Tomáš Michálek (13/4),
Lukáš Michna (2/0),
Stefan Mitrović (8/0),
Tomáš Okleštěk (5/0),
David Pašek (6/0),
Matijas Pejić (4/0),
Luděk Pernica (8/1),
Tomáš Polách (15/2),
Daniel Přerovský (8/0),
Michael Rabušic (23/1),
Filip Rýdel (21/3),
Dominik Simerský (18/1),
Marek Střeštík (21/3),
Rostislav Šamánek (9/1),
Jan Trousil (16/0),
Róbert Valenta (8/2) –
trenér Karel Večeřa (1.–23. kolo), René Wagner (24.–30. kolo)

### FK Ústí nad Labem
Antonín Buček (5/0/1),
Přemysl Kovář (3/0/0),
Radim Novák (13/0/2),
Michal Vorel (9/0/1) –
Ladislav Benčík (10/0),
Michal Doležal (27/2),
Pavel Dreksa (9/0),
Lukáš Dvořák (13/1),
Pavel Džuban (20/0),
Jan Franc (7/0),
Miloš Gibala (5/0),
Martin Holek (5/0),
Alois Hyčka (16/0),
Tomáš Janů (9/0),
Martin Jindráček (29/3),
Dominik Kraut (15/3),
Tomáš Krbeček (26/3),
Mario Lamešić (9/0)
Jan Martykán (27/1),
Jan Polák (26/0),
Vlastimil Stožický (11/0),
Michal Valenta (29/2),
Richard Veverka (20/3),
Zdeněk Volek (27/3),
Vít Vrtělka (23/1),
Milan Zachariáš (20/0) -
trenér Svatopluk Habanec

## Pořadí po kolech
| Klub       | 1  | 2  | 3  | 4  | 5  | 6  | 7  | 8  | 9  | 10 | 11 | 12 | 13 | 14 | 15 | 16 | 17 | 18 | 19 | 20 | 21 | 22 | 23 | 24 | 25 | 26 | 27 | 28 | 29 | 30 |
| ---------- | -- | -- | -- | -- | -- | -- | -- | -- | -- | -- | -- | -- | -- | -- | -- | -- | -- | -- | -- | -- | -- | -- | -- | -- | -- | -- | -- | -- | -- | -- |
| Plzeň      | 5  | 3  | 1  | 1  | 1  | 1  | 1  | 1  | 1  | 1  | 1  | 1  | 1  | 1  | 1  | 1  | 1  | 1  | 1  | 1  | 1  | 1  | 1  | 1  | 1  | 1  | 1  | 1  | 1  | 1  |
| Sparta     | 13 | 7  | 12 | 5  | 3  | 4  | 4  | 3  | 3  | 3  | 2  | 3  | 3  | 2  | 2  | 2  | 2  | 2  | 2  | 2  | 2  | 2  | 2  | 2  | 2  | 2  | 2  | 2  | 2  | 2  |
| Jablonec   | 4  | 9  | 11 | 10 | 4  | 7  | 5  | 5  | 7  | 9  | 7  | 6  | 6  | 6  | 4  | 4  | 4  | 4  | 4  | 3  | 3  | 3  | 3  | 3  | 3  | 3  | 3  | 3  | 3  | 3  |
| Olomouc    | 5  | 1  | 3  | 2  | 2  | 2  | 2  | 2  | 2  | 2  | 3  | 2  | 2  | 3  | 3  | 3  | 3  | 3  | 3  | 4  | 4  | 4  | 5  | 4  | 4  | 4  | 5  | 4  | 4  | 4  |
| Boleslav   | 2  | 2  | 8  | 4  | 6  | 3  | 3  | 4  | 4  | 4  | 4  | 5  | 5  | 4  | 5  | 5  | 5  | 5  | 5  | 5  | 5  | 5  | 4  | 5  | 5  | 5  | 6  | 7  | 5  | 5  |
| Bohemians  | 7  | 10 | 13 | 8  | 10 | 12 | 14 | 10 | 10 | 10 | 13 | 10 | 12 | 14 | 12 | 8  | 8  | 7  | 7  | 7  | 7  | 7  | 6  | 6  | 6  | 7  | 4  | 6  | 6  | 6  |
| Liberec    | 9  | 14 | 14 | 14 | 8  | 10 | 12 | 7  | 8  | 7  | 8  | 11 | 11 | 9  | 7  | 7  | 7  | 8  | 8  | 9  | 8  | 8  | 8  | 8  | 7  | 6  | 7  | 5  | 7  | 7  |
| Hradec     | 3  | 4  | 9  | 12 | 13 | 9  | 10 | 11 | 12 | 11 | 9  | 9  | 10 | 8  | 10 | 12 | 11 | 13 | 9  | 12 | 10 | 10 | 9  | 9  | 9  | 8  | 8  | 8  | 8  | 8  |
| Slavia     | 7  | 10 | 5  | 3  | 4  | 6  | 7  | 8  | 9  | 12 | 14 | 14 | 9  | 11 | 13 | 13 | 14 | 14 | 11 | 8  | 9  | 9  | 11 | 10 | 10 | 10 | 10 | 10 | 10 | 9  |
| Teplice    | 16 | 16 | 15 | 15 | 10 | 7  | 6  | 6  | 6  | 6  | 5  | 4  | 4  | 5  | 6  | 6  | 6  | 6  | 6  | 6  | 6  | 6  | 7  | 7  | 8  | 9  | 9  | 9  | 9  | 10 |
| Budějovice | 9  | 12 | 6  | 7  | 7  | 5  | 9  | 13 | 11 | 8  | 12 | 8  | 8  | 7  | 9  | 11 | 13 | 12 | 14 | 14 | 14 | 14 | 12 | 13 | 12 | 13 | 13 | 13 | 11 | 11 |
| Slovácko   | 1  | 6  | 2  | 6  | 9  | 11 | 13 | 9  | 5  | 5  | 6  | 7  | 7  | 10 | 8  | 9  | 9  | 9  | 10 | 13 | 13 | 12 | 10 | 11 | 11 | 11 | 11 | 12 | 13 | 12 |
| Příbram    | 9  | 5  | 6  | 11 | 14 | 13 | 8  | 12 | 13 | 14 | 10 | 13 | 13 | 13 | 11 | 10 | 12 | 11 | 13 | 11 | 11 | 13 | 14 | 14 | 14 | 14 | 14 | 14 | 14 | 13 |
| Ostrava    | 9  | 12 | 4  | 9  | 10 | 14 | 15 | 16 | 16 | 15 | 11 | 12 | 14 | 12 | 14 | 14 | 10 | 10 | 12 | 10 | 12 | 11 | 13 | 12 | 13 | 12 | 12 | 11 | 12 | 14 |
| Brno       | 14 | 15 | 16 | 16 | 16 | 16 | 16 | 15 | 14 | 16 | 16 | 16 | 15 | 15 | 15 | 15 | 15 | 15 | 15 | 15 | 15 | 15 | 15 | 15 | 15 | 15 | 15 | 15 | 15 | 15 |
| Ústí       | 15 | 7  | 10 | 13 | 15 | 15 | 11 | 14 | 15 | 13 | 15 | 15 | 16 | 16 | 16 | 16 | 16 | 16 | 16 | 16 | 16 | 16 | 16 | 16 | 16 | 16 | 16 | 16 | 16 | 16 |